# Äänekoski
Äänekoski est une ville du centre-ouest de la Finlande, dans la région de Finlande-Centrale.

## Histoire

Fusions municipales d'Äänekoski.

La commune a été fondée en 1911. Le XXe siècle a vu un net développement de l'industrie, principalement autour du papier  comme souvent en Finlande centrale et orientale. La commune s'est séparée de Suolahti en 1932, est devenue une ville en 1973, et s'est vue rattacher la municipalité de Konginkangas en 1993.
Au 1er janvier 2007, la ville de Suolahti et la municipalité rurale de Sumiainen ont été rattachées, créant une nouvelle municipalité de plus de 20 000 habitants portant le nom d'Äänekoski.

## Géographie
Outre Sumiainen à l'est et Suolahti au sud-est, les municipalités voisines sont Laukaa au sud, Uurainen au sud-ouest, Saarijärvi à l'ouest, Kannonkoski au nord-ouest, Viitasaari au nord, Konnevesi au nord-est ainsi que Vesanto (au nord-est également, mais dans la région de Savonie du Nord, de l'autre côté du grand lac Keitele).

## Démographie
Depuis 1980, la démographie de Äänekoski a évolué comme suit,:
| Année      | 1980   | 1985   | 1990   | 1995   | 2000   | 2005   |
| ---------- | ------ | ------ | ------ | ------ | ------ | ------ |
| population | 20 450 | 20 743 | 21 121 | 21 129 | 20 713 | 20 345 |

| Année      | 2010   | 2015   | 2020   |
| ---------- | ------ | ------ | ------ |
| population | 20 244 | 19 646 | 18 759 |

## Politique et administration

### Conseil municipal
Les sièges des 43 conseillers municipaux sont répartis comme suit:
| Parti   | Parti                              | Sièges 2021–2025 |
| ------- | ---------------------------------- | ---------------- |
|         | Parti social-démocrate de Finlande | 11               |
|         | Vrais Finlandais                   | 8                |
|         | Parti de la Coalition nationale    | 4                |
|         | Parti du centre                    | 8                |
|         | Ligue verte                        | 2                |
|         | Alliance de gauche                 | 8                |
|         | Chrétiens-démocrates               | 2                |
| Sources |                                    |                  |

### Subdivisions administratives
Les villages d'Äänekoski, classé par anciennes municipalités, sont:
- Konginkangas : Kalaniemi, Konginkangas et Pyyrinlahti
- Sumiainen : Paadentaipale, Raikkaus et Sumiainen
- Äänekoski et Äänekosken maalaiskunta : Honkola, Kangashäkki, Kiimasjärvi, Koivisto, Paadentaipale, Petruma.

## Économie

### Äänekoski, ville industrielle
Äänekoski est connue comme une place industrielle forte.
L'activité industrielle à Äänekoski a commencé en 1896-1900, lorsque Äänekoski Aktiebolaget a établi une usine de bois et de carton près de Äänekoski.
Aujourd'hui, l'usine de carton pour boîtes pliantes de Metsä Board, fondée en 1899 et déplacée dans de nouveaux locaux en 1966, l'usine de pâte au sulfate de Metsä Fibre, l'usine de contreplaqué de Metsäliitto Cooperative Finnforest, l'usine de produits chimiques de CP Kelco Oy, l'usine de tracteurs de Valtra et les installations de production de Valio sont situées à Äänekoski.

### Principales entreprises
En 2021, les principales entreprises d'Äänekoski par chiffre d'affaires sont :
| Société                         | C.A.   |
| ------------------------------- | ------ |
| Agco Suomi / Valtra Suolahti    | 188 M€ |
| Valtra Oy Ab                    | 92 M€  |
| Äänekosken Energia Oy           | 21 M€  |
| K-Citymarket Äänekoski          | 15 M€  |
| Specialty Minerals Nordic Oy Ab | 12 M€  |
| Äänekosken Kiinteistönhoito Oy  | 12 M€  |
| K-Rauta Äänekoski               | 8 M€   |
| Kumpuniemen Voima Oy            | 7 M€   |
| Koskienergia Oy                 | 6 M€   |
| Ääneseudun Asunnot Oy           | 6 M€   |

### Employeurs
En 2021, ses plus importants employeurs sont:
| Employeur                            | Employés |
| ------------------------------------ | -------- |
| Valtra Oy Ab                         | 924      |
| Agco Suomi / Valtra Suolahti         | 155      |
| Esperi Hoivakoti Pukkimäki           | 33       |
| Äänekosken Energia Oy                | 32       |
| Attendo Palvelukoti Auringonrusko Oy | 30       |
| K-Citymarket Äänekoski               | 24       |
| PS-Rakennus Oy                       | 22       |
| Kosken Levytyö Oy                    | 21       |
| Finnradiator Oy                      | 20       |
| Jokamet Oy                           | 20       |

## Transports

### Liaisons routières

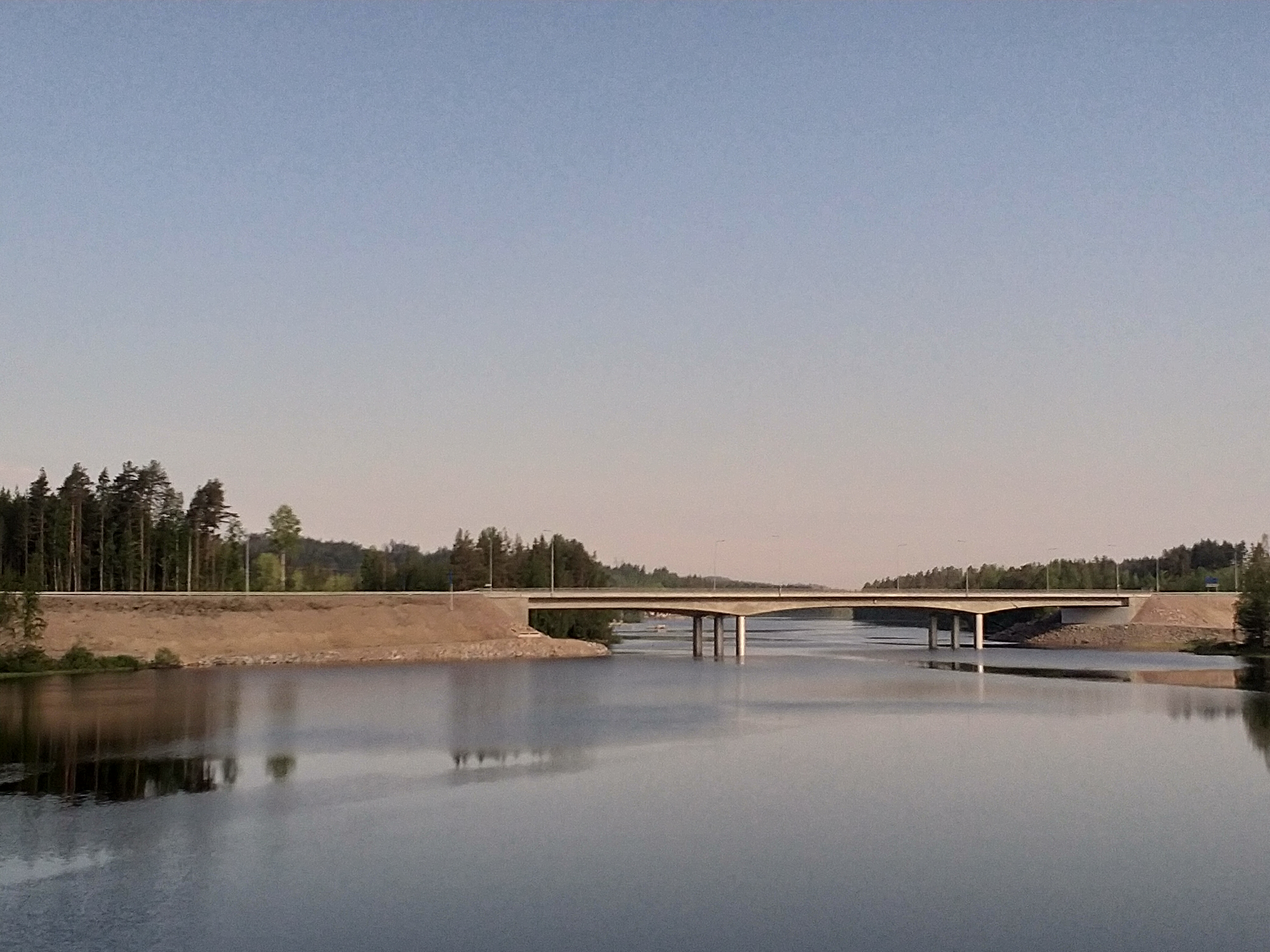
Pont de Kotakennäänsalmi.

La nationale 4 (E75), le grand axe nord-sud du pays, traverse la commune. Elle a connu le 19 mars 2004 le pire accident routier de l'histoire de la Finlande, une collision entre un autobus chargé de jeunes se rendant au ski à Ruka et un semi-remorque rempli de rouleaux de papier. L'accident a fait 23 morts et 14 blessés graves, traumatisant le pays.
Depuis, la nationale 4 de Jyväskylä à Äänekoski a été améliorée, entre autres par la construction d'une rocade au nord de Jyväskylä, l'amélioration de la sécurité des intersections très fréquentées grâce à des mesures structurelles et à la construction de voies de contournement.
Äänekoski est aussi traversé par les routes régionales 642 et 637.

### Transport ferroviaire

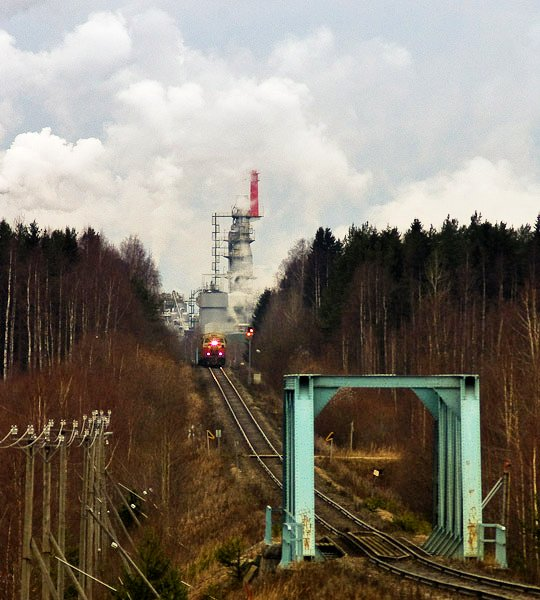
Un train de marchandises quitte Äänekoski pour Jyväskylä. Au fond, l'usine de Metsä-Botnia.

Les agglomérations de Äänekoski et Suolahti se trouvent sur la ligne Jyväskylä – Haapajärvi, qui n'assure actuellement que le trafic de marchandises.
Le trafic de passagers sur la ligne a été supprimé en 1987, lorsque le trafic local entre Äänekoski et Jyväskylä a été arrêté.
À l'automne 2011, le tronçon de voie entre Äänekoski et Saarijärvi a été rénové dans le cadre de la rénovation de l'ensemble de la ligne Haapajärvi en raison de ses bonnes perspectives de croissance du trafic.
Alors que la nouvelle usine de bioproduits augmentait le volume de fret sur le réseau ferroviaire, la voie a été renouvelée et électrifiée en 2016-2017

## Lieux et monuments
- Église de Äänekoski
- Église d'Hietama
- Église de Konginkangas
- Église de Sumiainen
- Église de Suolahti
- Musée d'Art d'Äänekoski
- Route locale de Koivisto (fi)
- Kapeenkosken alue
- Pukkimäen puutaloalue

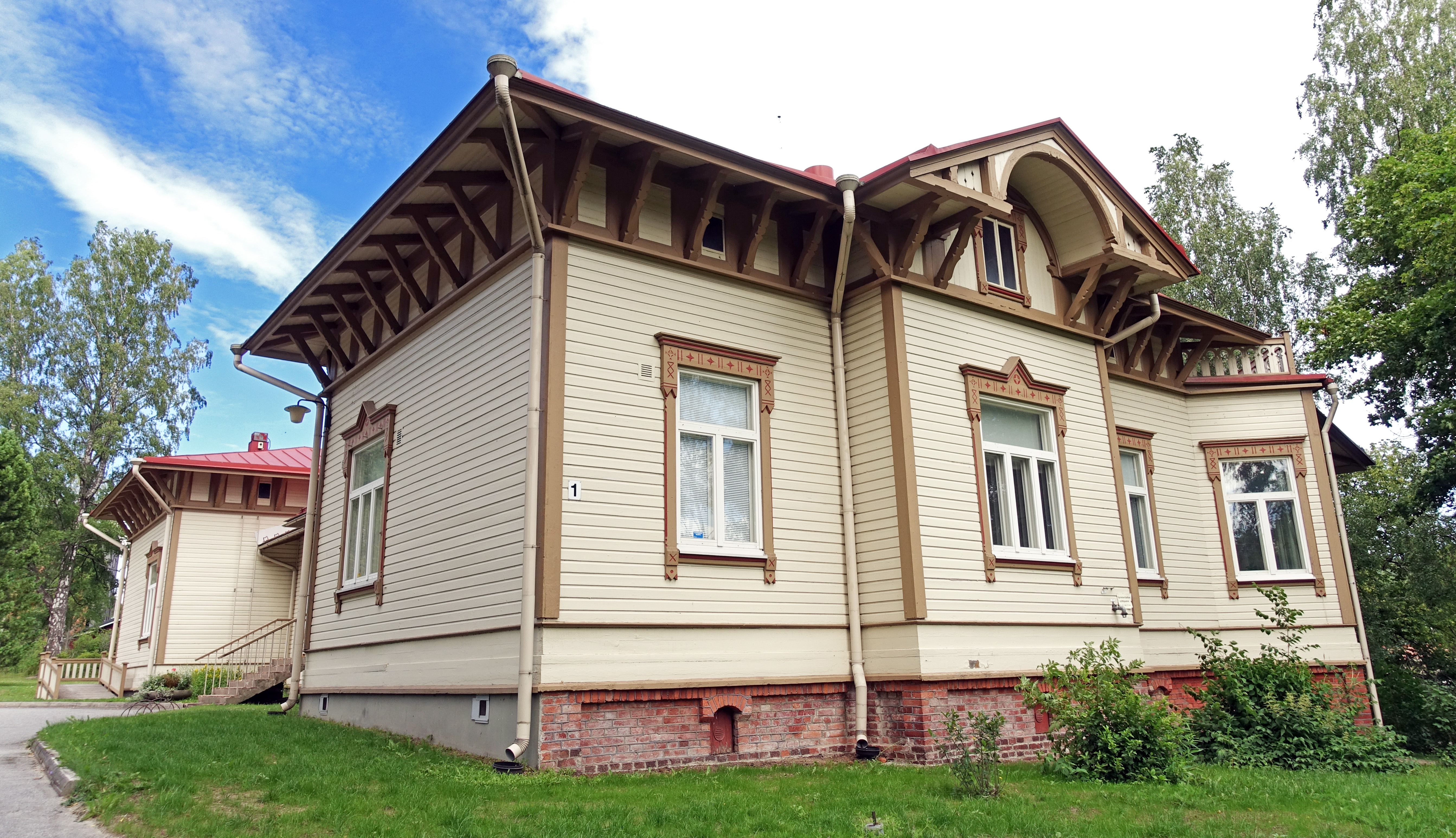
Musée d'Art d'Äänekoski.

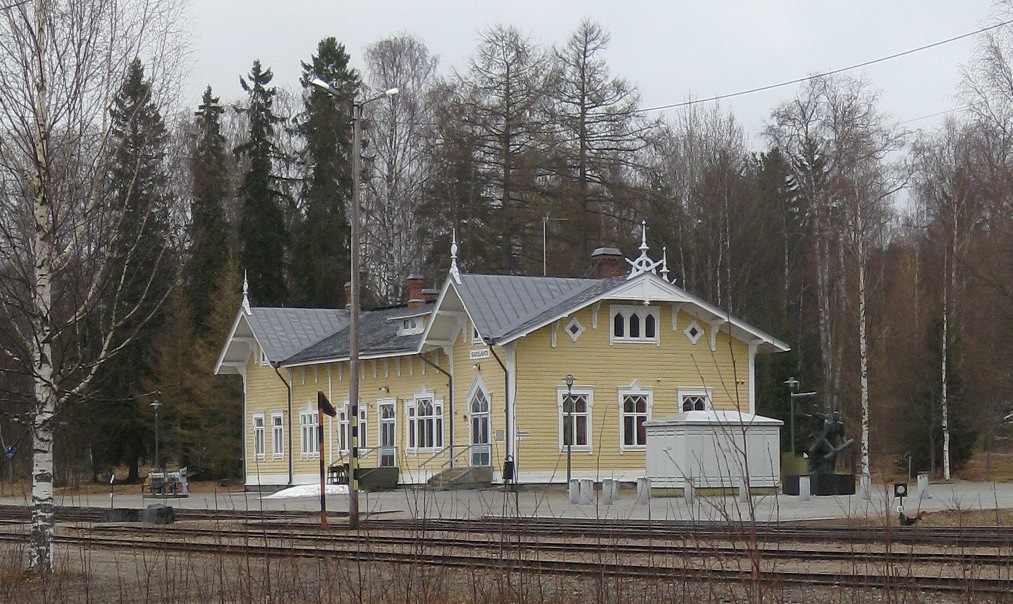
Ancienne gare de Suolahti.

- Ancienne gare de Suolahti (fi)
- Venäläiskivi

## Jumelages
Äänekoski est jumelée avec les villes suivantes,:
- Alouchta (Ukraine)
- Aywaille (Belgique)
- Brande (Danemark)
- Hveragerdi (Islande)
- Sigdal  (Norvège)
- Örnsköldsvik (Suède)

## Personnalités
C'est la ville de naissance du lanceur du javelot Kimmo Kinnunen. En ce qui concerne les sports, les Huima, une des équipes de basket-ball les plus connues de Finlande, y est basée. C'est également la ville où la députée finlandaise d'origine éthiopienne, Bella Forsgrén, a passé une partie de son enfance à la suite de son adoption.

## Galerie

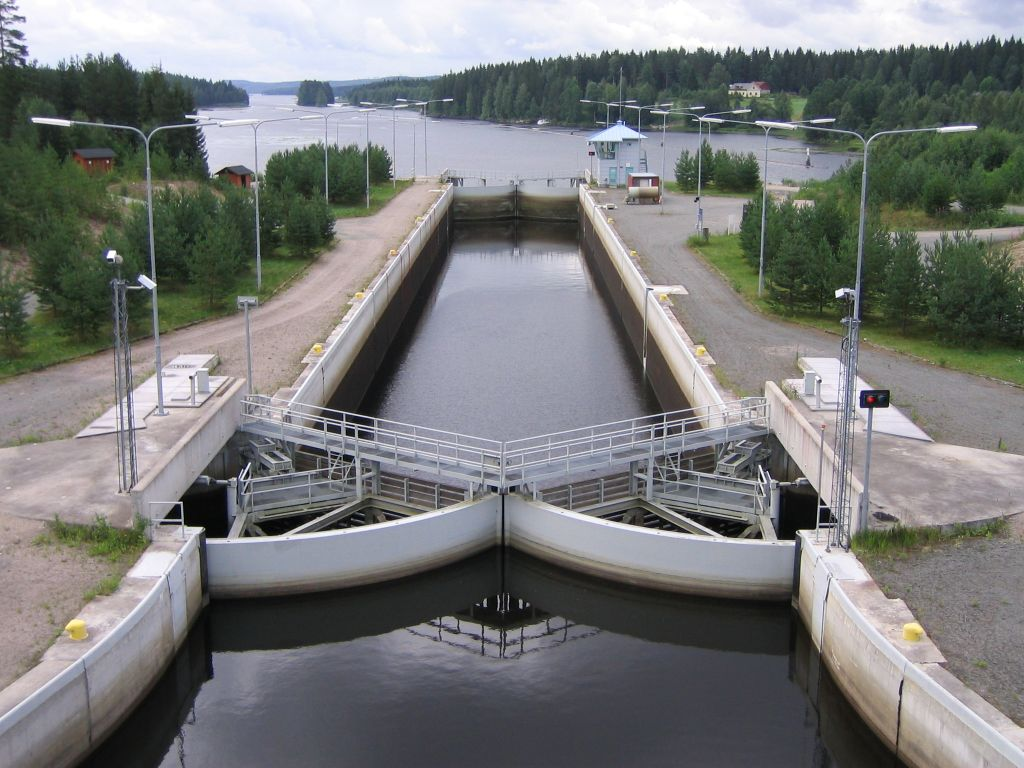
Canal de Keitele à Äänekoski.
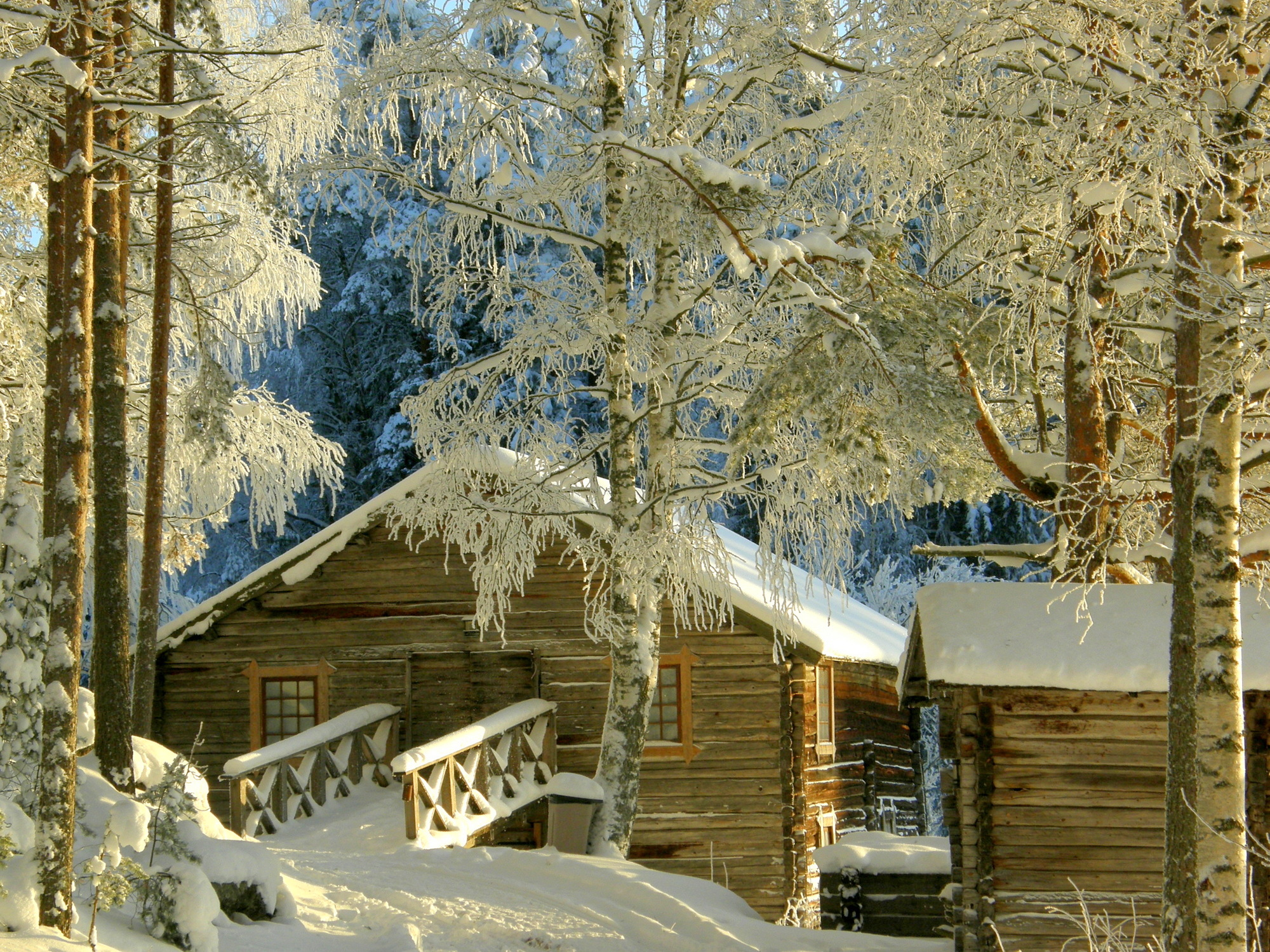
Moulin à eau de Kapeenkoski.
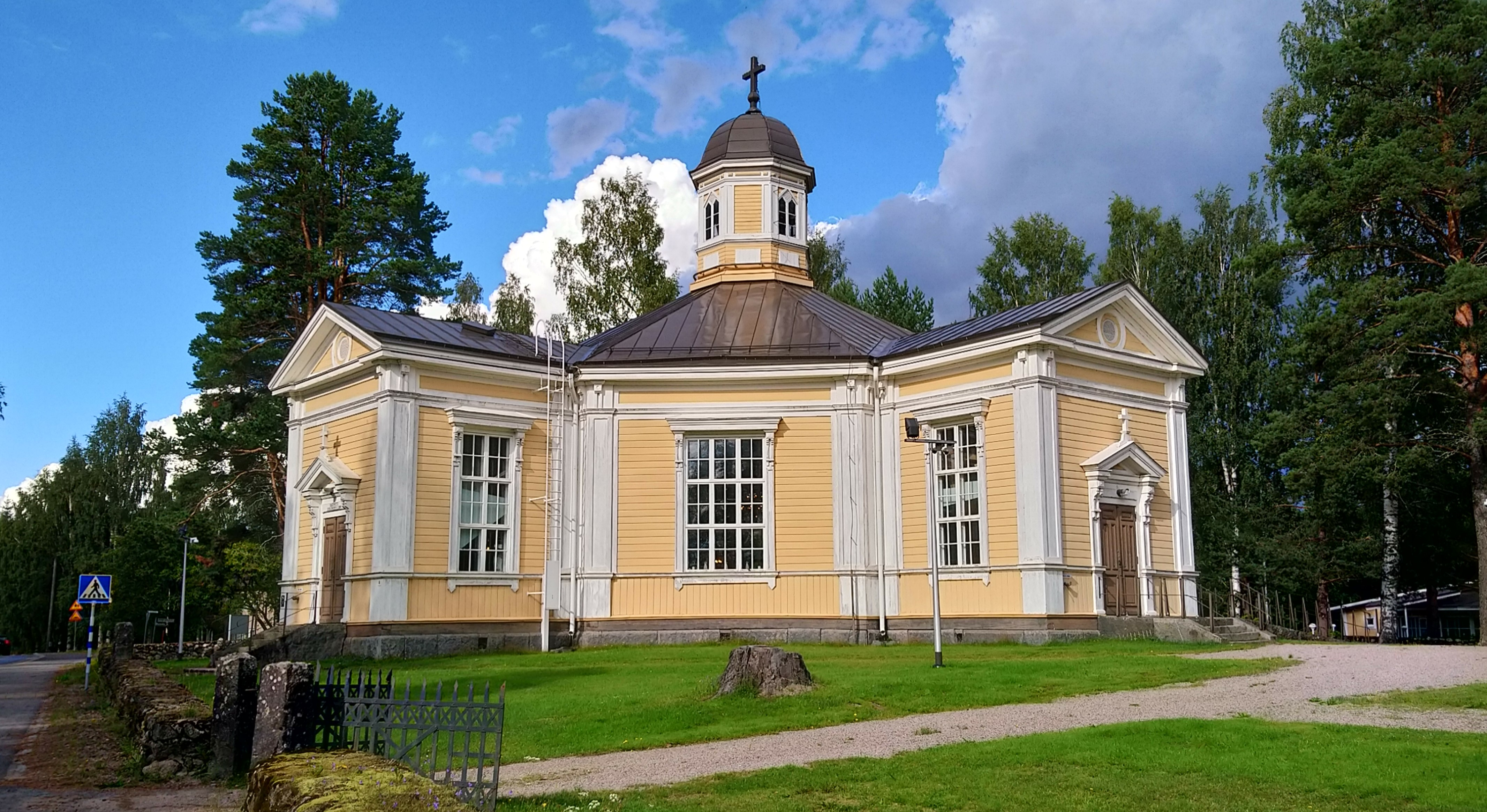
Église de Sumiainen.
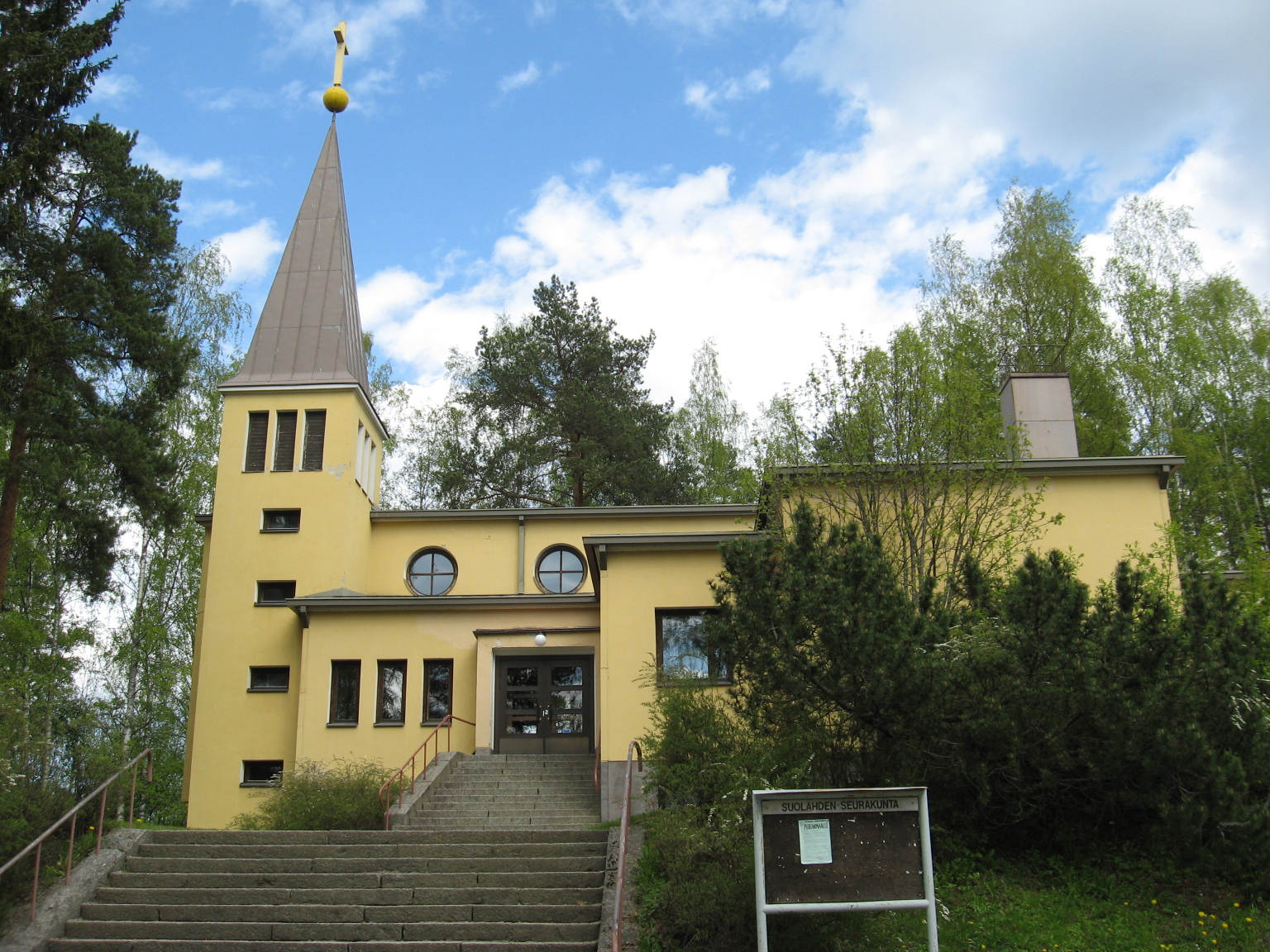
Église de Suolahti.
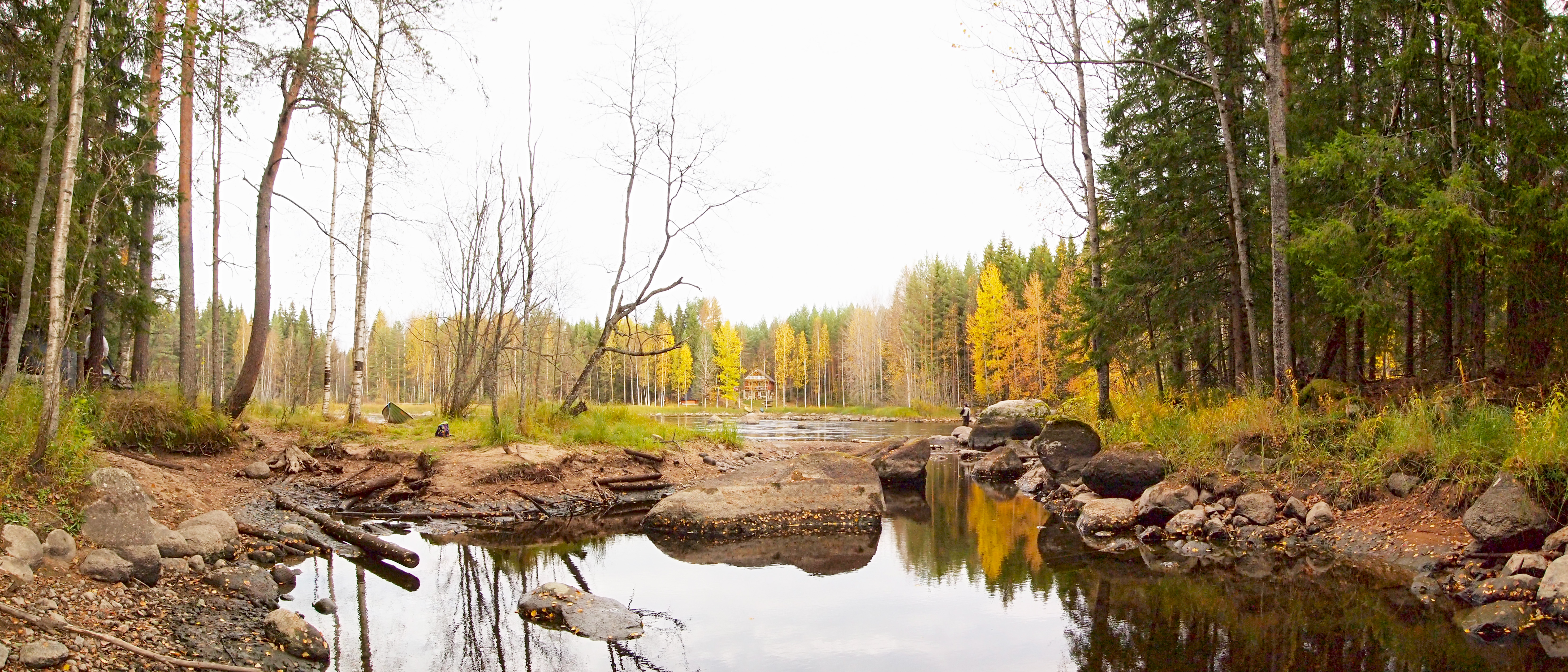
Kapeenkoski.
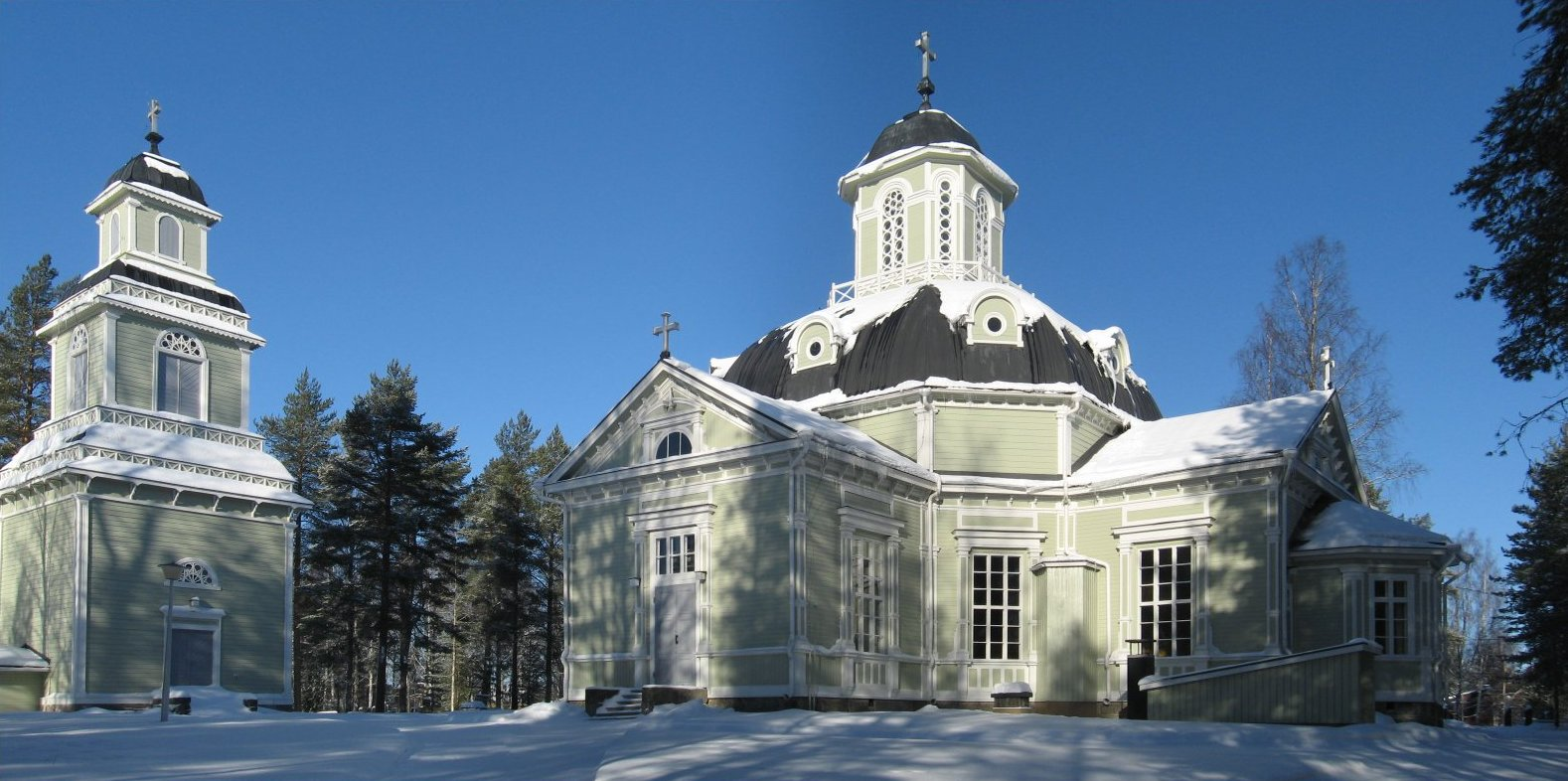
Église de Konginkangas.
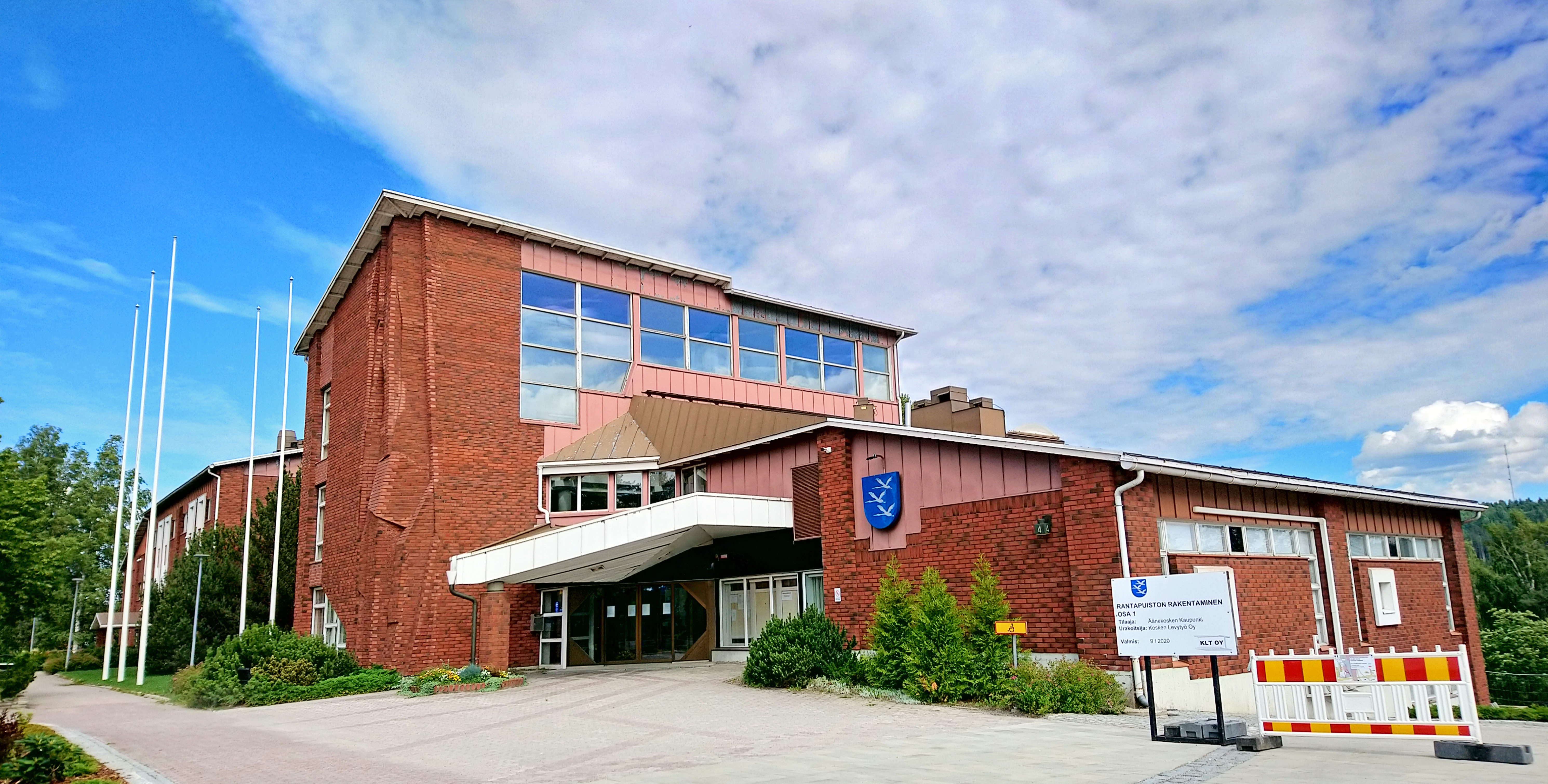
Mairie d'Äänekoski.
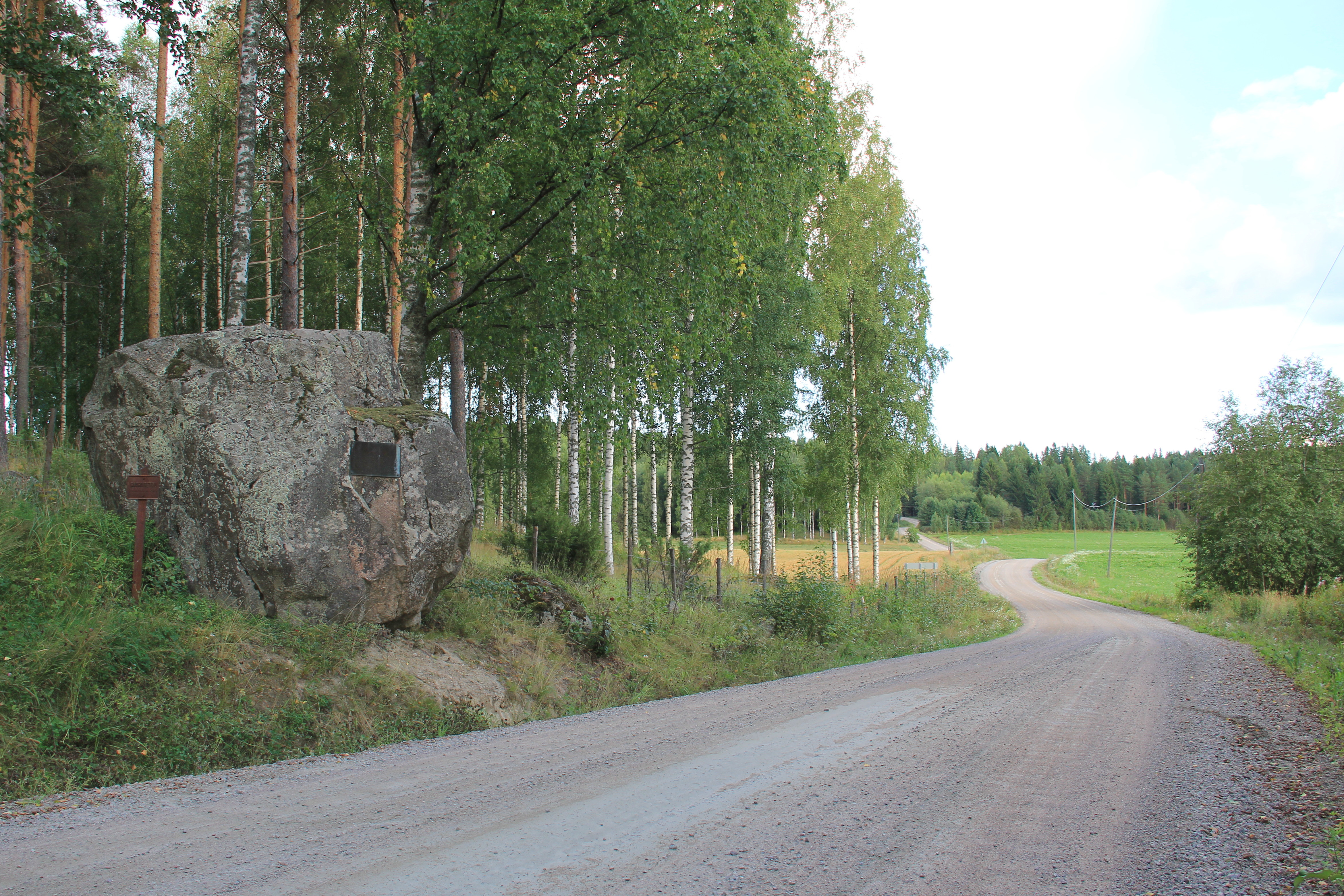
Venäläiskivi
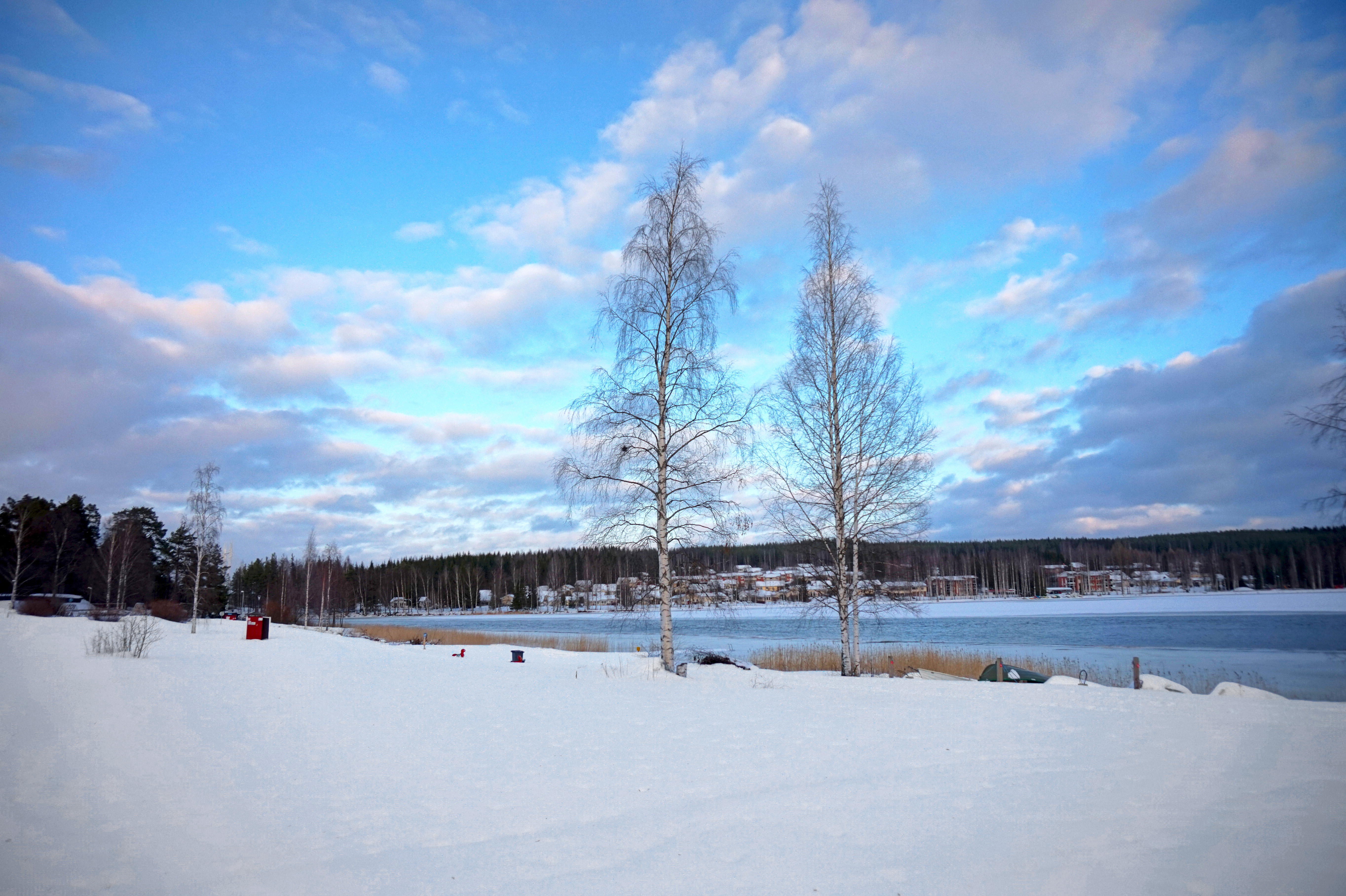
Äänekoski et le lac Äänejärvi.
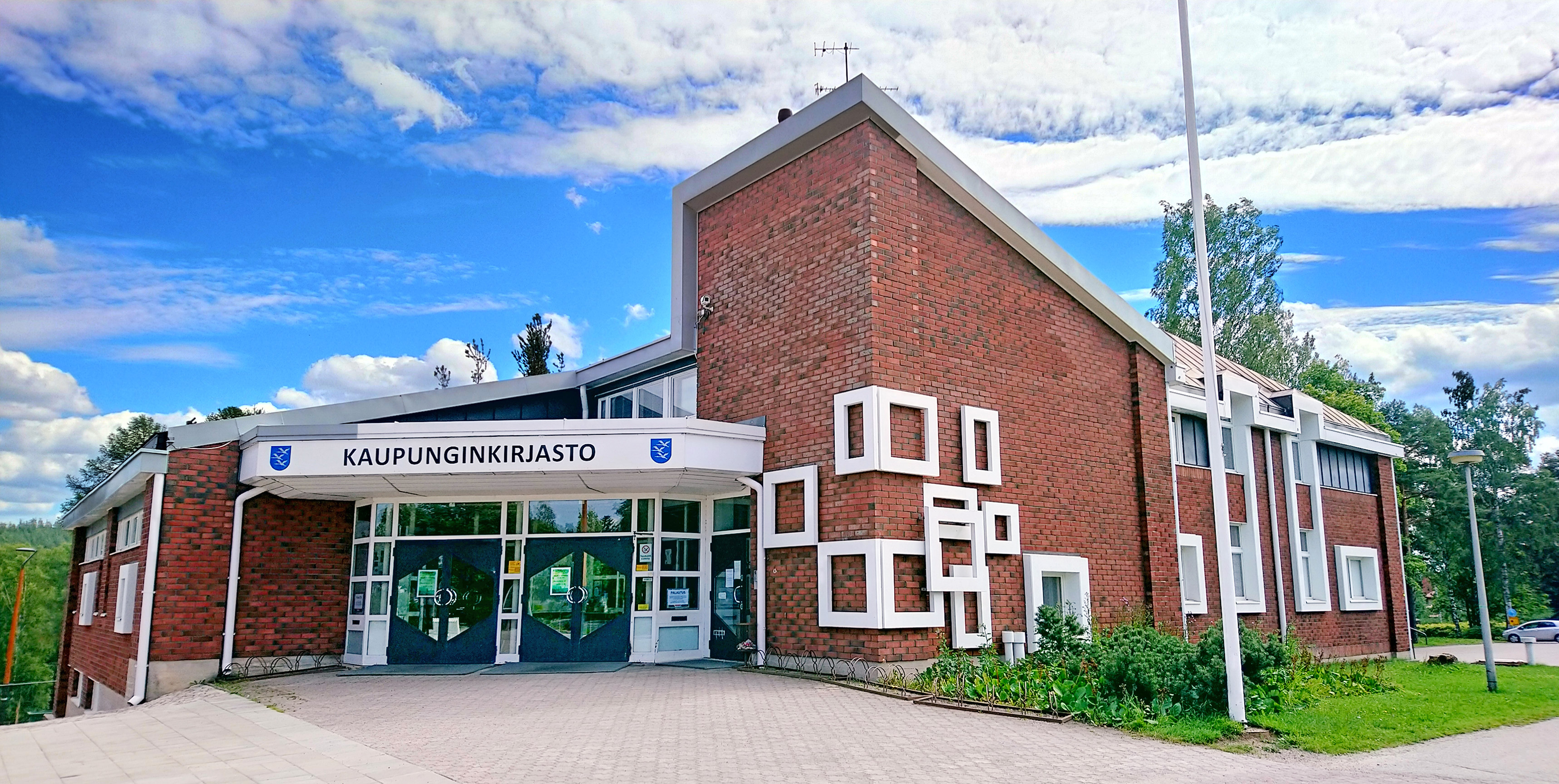
Bibliothèque d'Äänekoski.